# Robin Bengtsson
Hans Robin Gustav Bengtsson, född 27 april 1990 i Revesjö församling i dåvarande Älvsborgs län, är en svensk sångare och låtskrivare. 
Bengtsson kom på tredje plats i talangprogrammet Idol 2008. I september 2013 släppte han sin första musiksingel under nya artistnamnet B Robin med singeln "I don’t like to wait". I januari 2014 släpptes singeln "Fired" med J-son som gästartist. Han har även släppt EP:n "Under My Skin" (2014) efter flera månaders förskjutning och där finns låtar som "I don't like to wait", "Fired" och "Sleep on it".
Bengtsson tävlade i första deltävlingen i Melodifestivalen 2016 med låten "Constellation Prize", därifrån gick han vidare direkt till finalen. I finalen var han en av de favorittippade men slutade på en femteplats med 83 poäng. I Melodifestivalen 2017 tävlade han i tredje deltävlingen med låten "I Can't Go On" och gick direkt till finalen där han vann hela tävlingen med sammanlagt 146 poäng. I Eurovision Song Contest i Ukraina representerade han Sverige och slutade på femte plats.
Bengtsson medverkade i Melodifestivalen 2020, deltävling 1 i Saab Arena i Linköping, och tog sig direkt till final med bidraget Take a Chance.
Han medverkade i den första deltävlingen Melodifestivalen 2022 med bidraget "Innocent Love", som gick vidare direkt till final.

## Diskografi

### Singlar
- 2008 – Robin Bengtsson – "(Sittin' On) The Dock of the Bay"
- 2008 – Robin Bengtsson – "Joyful, Joyful"
- 2009 – Robin – "Another Lover's Gone"
- 2010 – Robin feat. Kim – "Long Long Night"
- 2012 – Byz feat. Kriss & Robin Bengtsson – "Tjena, Tjena Tjena"
- 2012 – Robin Bengtsson – "Cross the Universe"
- 2013 – B Robin – "I Don't Like To Wait"
- 2014 – B Robin – "Fired" (feat. J-Son)
- 2014 – B Robin – "Sleep On It"
- 2014 – B Robin – "Nothing In Return"
- 2016 – Robin Bengtsson – "Constellation Prize" (Melodifestivalen 2016)
- 2016 – Robin Bengtsson – "Stevie Wonder"
- 2017 – Robin Bengtsson – "I Can't Go On" (Melodifestivalen 2017) (Vinner)
- 2017 – Robin Bengtsson – "Dark Angel"
- 2018 – Robin Bengtsson – "Day By Day"
- 2018 – Robin Bengtsson – "Liar"
- 2018 – Robin Bengtsson – "I Wanna Fall In Love Again"
- 2018 – Robin Bengtsson – "Never Born To Love"
- 2019 – Robin Bengtsson – "The First To Know"
- 2019 – Robin Bengtsson – "Already Know"
- 2019 – Robin Bengtsson – "Friendzoned" (feat. JLC)
- 2019 – Robin Bengtsson – "Mama's Song"
- 2019 – Robin Bengtsson – "Just Let It Go"
- 2020 – Robin Bengtsson – "Take a Chance" (Melodifestivalen 2020)
- 2020 – Robin Bengtsson – "I Don't Wanna Be"
- 2020 – Robin Bengtsson – "Dancing With The Stars"
- 2020 – Robin Bengtsson – "Die With You"
- 2020 – Robin Bengtsson – "Honey I'm Home"

### EP
- 2014 – B Robin – Under My Skin